# گریفل
گریفل (انگلیسی: Grivel) شرکت تجهیزات ورزشی ایتالیایی است، که در سال ۱۸۱۸ تأسیس شد.